# Xã Marquette, Quận Mackinac, Michigan
Xã Marquette (tiếng Anh: Marquette Township) là một xã thuộc quận Mackinac, tiểu bang Michigan, Hoa Kỳ. Năm 2010, dân số của xã này là 603 người.